# Brian Piccolo
Louis Brian Piccolo (* 31. Oktober 1943 in Pittsfield, Massachusetts; † 16. Juni 1970 in New York City, New York) war ein US-amerikanischer American-Football-Spieler der Chicago Bears in der National Football League (NFL). Der 1,83 Meter große Runningback absolvierte 51 Spiele für die Bears, ehe bei ihm 1969 ein unheilbares Krebsgeschwür diagnostiziert wurde und er kurz darauf starb. Seine Nummer 41 wird seitdem von den Bears nicht mehr vergeben.
Piccolos Schicksal wurde im preisgekrönten Film Freunde bis in den Tod (1971) verfilmt, in welchem er durch James Caan dargestellt wurde. Hierbei wurde auch Piccolos besondere Freundschaft zu seinem Kollegen Gale Sayers thematisiert. Im Remake von 2001 wurde Piccolo von Sean Maher verkörpert.